# Renate Schoene
Renate Schoene (née le 30 mars 1945 et morte le 12 février 2013 ) est une bibliothécaire allemande.
Elle a écrit une monumentale bibliographie sur le vin avec comme centre de gravité son histoire des origines jusqu'à l'époque contemporaine. Cette bibliographie concerne près de 29 800 titres (dans la troisième édition numérique), dont surtout des ouvrages imprimés en allemand ; 1 600 de ces ouvrages sont à la bibliothèque de l'université de Sciences appliquées Geisenheim.

## Publications
Bibliographie
- (de) Bibliographie zur Geschichte des Weines. Unter Mitwirkung von Mitarbeitern der Universitätsbibliothek Bonn. Im Auftrag der Gesellschaft für Geschichte des Weines (de) hrsg. von Karl Fill.  Mannheim, Südwestdeutsche Verlagsanstalt, 1976-1984. 4 volumes. ("Schoene 1")
- (de) Bibliographie zur Geschichte des Weines. 2., mit allen Supplementen kumulierte und aktualisierte Auflage. Hrsg. von der Gesellschaft für Geschichte des Weines. München/New York/London/Paris, K.G. Saur, 1988. ("Schoene 2")
- (de) Bibliographie zur Geschichte des Weines. Zusammengestellt als Datenbank. Édition numérique (dernière modification : Octobre 2018.) ("Schoene 3")
- (de) BiblioVino - Bibliographie zur Geschichte und Kultur des Weines. Édition numérique (dernière modification : Novembre 2018.) ("Schoene 4")

Commentaire
- (de) Bibliographie zur Geschichte des Weines. Erfahrungen der Bearbeiterin der Weinbibliographie bei der Erstellung einer Fachbibliographie seit fast 30 Jahren; Veränderungen durch den Einsatz neuer Medien. 1999.